# Championnat d'Europe de football des moins de 17 ans 2003
Navigation
Euro 2002 Euro 2004
La phase finale de l'édition 2003 du Championnat d'Europe de football des moins de 17 ans se déroule au printemps 2003 au Portugal. Le champion sortant, la Suisse, remet son titre en jeu face aux autres nations européennes.

## Phase finale

### Groupe A
| Rang | Équipe   | Pts | J | G | N | P | Bp | Bc | Diff |
| ---- | -------- | --- | - | - | - | - | -- | -- | ---- |
| 1    | Portugal | 9   | 3 | 3 | 0 | 0 | 6  | 2  | +4   |
| 2    | Autriche | 6   | 3 | 2 | 0 | 1 | 3  | 1  | +2   |
| 3    | Danemark | 3   | 3 | 1 | 0 | 2 | 4  | 5  | -1   |
| 4    | Hongrie  | 0   | 3 | 0 | 0 | 3 | 0  | 5  | -5   |

1re journée
| 7 mai 2003 | Portugal                                       | 3 – 2 | Danemark      | Fontelo Municipal, Viseu  |                           |
| 16:00 CET  | João Pedro 34e · Paulo Machado 40e · Curto 55e |       | 32e 42e Torry | Arbitrage : Damir Skomina | Arbitrage : Damir Skomina |
| 16:00 CET  | Rapport                                        |       |               | Arbitrage : Damir Skomina | Arbitrage : Damir Skomina |

| 7 mai 2003 | Autriche   | 1 – 0 | Hongrie | Nelas                      |                            |
| 18:00 CET  | Saurer 78e |       |         | Arbitrage : Sergiy Berezka | Arbitrage : Sergiy Berezka |
| 18:00 CET  | Rapport    |       |         | Arbitrage : Sergiy Berezka | Arbitrage : Sergiy Berezka |

2e journée
| 9 mai 2003 | Portugal  | 1 – 0 | Autriche | Santa Comba Dão               |                               |
| 16:00 CET  | Curto 14e |       |          | Arbitrage : Kuddusi Müftüoglu | Arbitrage : Kuddusi Müftüoglu |
| 16:00 CET  | Rapport   |       |          | Arbitrage : Kuddusi Müftüoglu | Arbitrage : Kuddusi Müftüoglu |

| 9 mai 2003 | Danemark                 | 2 – 0 | Hongrie | Mangualde              |                        |
| 18:00 CET  | Storm 33e · Jakobsen 50e |       |         | Arbitrage : Novo Panic | Arbitrage : Novo Panic |
| 18:00 CET  | Rapport                  |       |         | Arbitrage : Novo Panic | Arbitrage : Novo Panic |

3e journée
| 11 mai 2003 | Hongrie | 0 – 2 | Portugal                       | Viseu                          |                                |
| 17:30 CET   |         |       | 50e Bruno Gama · 62e Vieirinha | Arbitrage : Stefan Johannesson | Arbitrage : Stefan Johannesson |
| 17:30 CET   | Rapport |       |                                | Arbitrage : Stefan Johannesson | Arbitrage : Stefan Johannesson |

| 11 mai 2003 | Danemark | 0 – 2 | Autriche                | Nelas                        |                              |
| 17:30 CET   |          |       | 42e Mayer · 83e Horvath | Arbitrage : Veaceslav Banari | Arbitrage : Veaceslav Banari |
| 17:30 CET   | Rapport  |       |                         | Arbitrage : Veaceslav Banari | Arbitrage : Veaceslav Banari |

### Groupe B
| Rang | Équipe     | Pts | J | G | N | P | Bp | Bc | Diff |
| ---- | ---------- | --- | - | - | - | - | -- | -- | ---- |
| 1    | Espagne    | 7   | 3 | 2 | 1 | 0 | 7  | 2  | +5   |
| 2    | Angleterre | 5   | 3 | 1 | 2 | 0 | 4  | 3  | +1   |
| 3    | Italie     | 4   | 3 | 1 | 1 | 1 | 4  | 2  | +2   |
| 4    | Israël     | 0   | 3 | 0 | 0 | 3 | 1  | 9  | -8   |

1re journée
| 7 mai 2003 | Israël              | 1 – 2 | Angleterre                | Santa Marta de Penaguião |                        |
| 16:00 CET  | Rafaelov 47e (pen.) |       | 51e Bowditch · 54e Milner | Arbitrage : Novo Panic   | Arbitrage : Novo Panic |
| 16:00 CET  | Rapport             |       |                           | Arbitrage : Novo Panic   | Arbitrage : Novo Panic |

| 7 mai 2003 | Espagne               | 2 – 0 | Italie | Vila Real                     |                               |
| 18:00 CET  | Cases 28e · Nadal 35e |       |        | Arbitrage : Kuddusi Müftüoglu | Arbitrage : Kuddusi Müftüoglu |
| 18:00 CET  | Rapport               |       |        | Arbitrage : Kuddusi Müftüoglu | Arbitrage : Kuddusi Müftüoglu |

2e journée
| 9 mai 2003 | Israël  | 0 – 3 | Espagne                           | Chaves                       |                              |
| 15:30 CET  |         |       | 33e Silva · 36e David · 47e Cases | Arbitrage : Veaceslav Banari | Arbitrage : Veaceslav Banari |
| 15:30 CET  | Rapport |       |                                   | Arbitrage : Veaceslav Banari | Arbitrage : Veaceslav Banari |

| 9 mai 2003 | Angleterre | 0 – 0 | Italie | Chaves                         |                                |
| 18:00 CET  |            |       |        | Arbitrage : Stefan Johannesson | Arbitrage : Stefan Johannesson |
| 18:00 CET  | Rapport    |       |        | Arbitrage : Stefan Johannesson | Arbitrage : Stefan Johannesson |

3e journée
| 11 mai 2003 | Angleterre              | 2 – 2 | Espagne               | Vila Real                  |                            |
| 17:30 CET   | Taylor 47e · Milner 51e |       | 9e Nadal · 27e Jurado | Arbitrage : Sergiy Berezka | Arbitrage : Sergiy Berezka |
| 17:30 CET   | Rapport                 |       |                       | Arbitrage : Sergiy Berezka | Arbitrage : Sergiy Berezka |

| 11 mai 2003 | Italie                         | 4 – 0 | Israël | Santa Marta de Penaguião  |                           |
| 17:30 CET   | Pozzi 32e 46e · Lupoli 35e 78e |       |        | Arbitrage : Damir Skomina | Arbitrage : Damir Skomina |
| 17:30 CET   | Rapport                        |       |        | Arbitrage : Damir Skomina | Arbitrage : Damir Skomina |

### Demi-finales
| 14 mai 2003 | Portugal                             | 2 – 2 a. p.       | Angleterre                                 | Viseu                     |                           |
| 18:00 CET   | Vieirinha 10e · Saleiro 82e          |                   | 8e Bowditch · 21e Milner                   | Arbitrage : Damir Skomina | Arbitrage : Damir Skomina |
| 18:00 CET   | Rapport                              |                   |                                            | Arbitrage : Damir Skomina | Arbitrage : Damir Skomina |
| 18:00 CET   | Machado · Vieirinha · Saleiro · Gama | Tirs au but 3 - 2 | Doyle · Moore · Milner · Ifil · Leadbitter | Arbitrage : Damir Skomina | Arbitrage : Damir Skomina |

| 14 mai 2003 | Espagne                          | 5 – 2 | Autriche                  | Mangualde                      |                                |
| 16:00 CET   | David 4e 12e 37e 68e · Cases 16e |       | 59e Fuchs · 62e Stanković | Arbitrage : Stefan Johannesson | Arbitrage : Stefan Johannesson |
| 16:00 CET   | Rapport                          |       |                           | Arbitrage : Stefan Johannesson | Arbitrage : Stefan Johannesson |

### Match pour la3eplace
| 17 mai 2003 | Autriche   | 1 – 0 | Angleterre | Santa Comba Dão            |                            |
| 15:30 CET   | Pirker 53e |       |            | Arbitrage : Sergiy Berezka | Arbitrage : Sergiy Berezka |
| 15:30 CET   | Rapport    |       |            | Arbitrage : Sergiy Berezka | Arbitrage : Sergiy Berezka |

### Finale
| 17 mai 2003 | Espagne   | 1 – 2 | Portugal      | Viseu                  |                        |
| 18:30 CET   | David 42e |       | 22e 47e Sousa | Arbitrage : Novo Panic | Arbitrage : Novo Panic |
| 18:30 CET   | Rapport   |       |               | Arbitrage : Novo Panic | Arbitrage : Novo Panic |

## Résultat
| Championnat d'Europe des - 17 ans 2003 - Vainqueur Portugal 5e titre |